# Richard Hamel
Richard Hamel (* 12. September 1853 in Potsdam; † 7. September 1924 in Oldenburg (Oldb)) war ein deutscher Journalist und Schriftsteller.

## Leben
Hamel entstammte einer wohlhabenden Familie und war der Sohn eines Rentiers. Er besuchte die Gymnasien in Potsdam, Hamm, Küstrin und Friedland und studierte anschließend Germanistik, Philosophie und Naturwissenschaften an den Universitäten Göttingen, München, Zürich, Bern und Rostock, wo er 1878 mit einer Arbeit über die Metrik in Klopstocks Messias promovierte. Noch im gleichen Jahr heiratete er seine aus Hamm stammende Jugendliebe Anna Hundhausen († 24. Februar 1881) und ging mit ihr nach Finnland, wo er an einer Mädchenschule in Helsingfors unterrichtete. Bereits 1880 kehrte er jedoch wieder nach Deutschland zurück und versuchte zunächst, sich als freier Schriftsteller durchzuschlagen. Er führte seine Klopstockstudien weiter und veröffentlichte zwei handwerklich solide Untersuchungen zur Entstehungsgeschichte des Messias und zu den verschiedenen Textvarianten dieses Epos, denen wenige Jahre später eine zuverlässige und kritische Auswahlausgabe der Werke Klopstocks folgte. Daneben gab er eine Sammlung seiner eigenen Gedichte heraus, die zum Teil bereits in verschiedenen Zeitschriften erschienen waren. Es stellte sich allerdings rasch heraus, dass er davon nicht leben konnte und daher gezwungen war, ab 1882 als Journalist zu arbeiten. Nach einer kurzen Tätigkeit in Berlin war er in den folgenden Jahren als Redakteur bei einer Reihe von Zeitungen in Görlitz (von 1882 bis 1883), Frankfurt an der Oder (von 1883 bis 1886), Halle an der Saale (von 1886 bis 1889), Mannheim und in Hannover (von 1894 bis 1903) angestellt. Obwohl in erster Linie am Feuilleton interessiert, war er in dieser Zeit hauptsächlich als politischer Redakteur tätig und verfolgte dabei als engagierter Anhänger Bismarcks eine nationalkonservative Linie, die auch in seinen von einem überheblichen nationalpatriotischen Pathos getragenen politischen Gelegenheitsgedichten durchschlägt. Nach der Thronbesteigung Wilhelms II. brach er mit den Konservativen und näherte sich dem liberalen Standpunkt, ohne aber seine nationalpolitischen Ansichten grundlegend zu revidieren. 1897 fand Hamel endlich als Feuilletonredakteur am Hannoverschen Kurier eine seinen Neigungen und Fähigkeiten entsprechende Stellung. Er wurde hier vor allem durch seine Theaterkritiken bekannt, die er 1900 unter dem zu anspruchsvollen, an Lessing erinnernden Titel Hannoversche Dramaturgie gesammelt herausgab. In Hannover lernte er die gefeierte Schauspielerin Gertrud Giers (1855–1910) kennen, die er am 1. April 1899 heiratete. 1903 wurde er Feuilletonredakteur und Theaterkritiker der Nachrichten für Stadt und Land in Oldenburg, für die er bis 1922 arbeitete. Schon nach kurzer Zeit sicherte er sich eine einflussreiche Position im Kulturleben der Residenzstadt Oldenburg, die er als Literaturpapst mit seinen Artikeln und Rezensionen meinungsbildend prägte. 1916 verlieh ihm der Großherzog Friedrich August für seine Verdienste den Titel Professor.
Neben seiner Berufstätigkeit veröffentlichte Hamel noch eine Reihe von Werken. Er schrieb eine Komödie über das Gymnasium seiner Zeit, die nach mehrfacher Umarbeitung und unter jeweils wechselndem Titel (Die Schulreformer, Unsere Erzieher, Zwei Meister) in Oldenburg und anderen Städten aufgeführt wurde, nach einem Achtungserfolg aber bald wieder von den Spielplänen verschwand. Daneben gab er eine neue und vermehrte Sammlung seiner Gedichte heraus und veröffentlichte 1912 unter dem Pseudonym Frank Braun (bzw. als Neuer Omar Khajjam) eine mit philosophischem Anspruch auftretende Spruchdichtung in Form des klassischen persischen Vierzeilers. Seine Gedichte, späte Nachklänge der Romantik, brachten es zwar auf mehrere Auflagen, die wohl auch durch die berufliche Stellung Hamels zu erklären sind, sie gerieten aber zu Recht bald in Vergessenheit.

## Schriften
Hamels Nachlass befindet sich in der Landesbibliothek Oldenburg
- Klopstock-Studien. Rostock. 1879–1880.
- Ein Wonnejahr. 1. Auflage: Rostock, 1879. 2. Auflage: Rostock, 1881. 3. Auflage: Halle, 1889. 4. Auflage: Halle, 1891. 5. Auflage: Berlin, 1900 (unter dem Titel Zauber der Ehe).
- mit H. E. Jahn: Deutsche Lieder. Rostock. 1880.
- 50 Hyperbeln. Rostock. 1881.
- Epigrammatisches Lustgärtlein. Bismarck-Epigramme und andere. Rostock. 1881.
- Aus Nacht und Licht. Gedichte. 1. Auflage: Görlitz, 1885. 2. Auflage: Görlitz, 1886.
- Fürst Bismarck und die deutsche Kunst. Ein Wort zur Hebung des deutschen Nationalgefühls im Anschluß an die Polen-Debatten im preußischen Abgeordnetenhaus. Halle. 1886.
- Die reaktionäre Tendenz der weltsprachlichen Bewegung. Halle. 1889.
- Das deutsche Bürgertum unter Wilhelm II. im Kampf mit dem Junkertum und seiner Gefolgschaft. Halle. 1890.
- Die Schulreformer. Schauspiel. Mannheim. 1893.
- Vorfrühling. Gedichte. ohne Ortsangabe, ohne Datumsangabe.
- Hannoversche Dramaturgie. Kritische Studien und Essays. Hannover. 1900.
- Unsere Erzieher. Komödie. Hannover. 1901.
- Zwei Meister. Komödie. 1. Auflage: Berlin, ohne Datumsangabe (1901). 2. Auflage: Berlin, 1902.
- Garrick. Eine Komödie. Berlin. 1908.
- unter dem Pseudonym Frank Braun: Die Vierzeiler des Neuen Omar Khajjam – Erste Sammlung: Mit schwarzen Segeln. Berlin. 1912.
- Aus Fürst Bülows diplomatischer Werkstatt. Deutsche Politik 1913/1916. Berlin. 1916.

Als Herausgeber:
- Briefe von Johann Georg von Zimmermann, Christoph Martin Wieland und Albrecht von Haller an Vincenz Bernhard von Tscharner. Rostock. 1881.
- Klopstocks Werke. 4 Bde. Stuttgart. 1885.